# Weddigen (Schiff, 1917)
Die Weddigen war ein Vorpostenboot der Kaiserlichen Marine. Anfang Februar 1918 war sie Führerboot einer Geleitflottille für U-Boote und geriet mit der Flottille vor Helgoland in eine deutsche Minensperre, wobei innerhalb von zwei Tagen sieben Boote sanken und ein Großteil der Besatzungen fiel. Benannt war der Fischdampfer nach Otto Weddigen.

## Geschichte

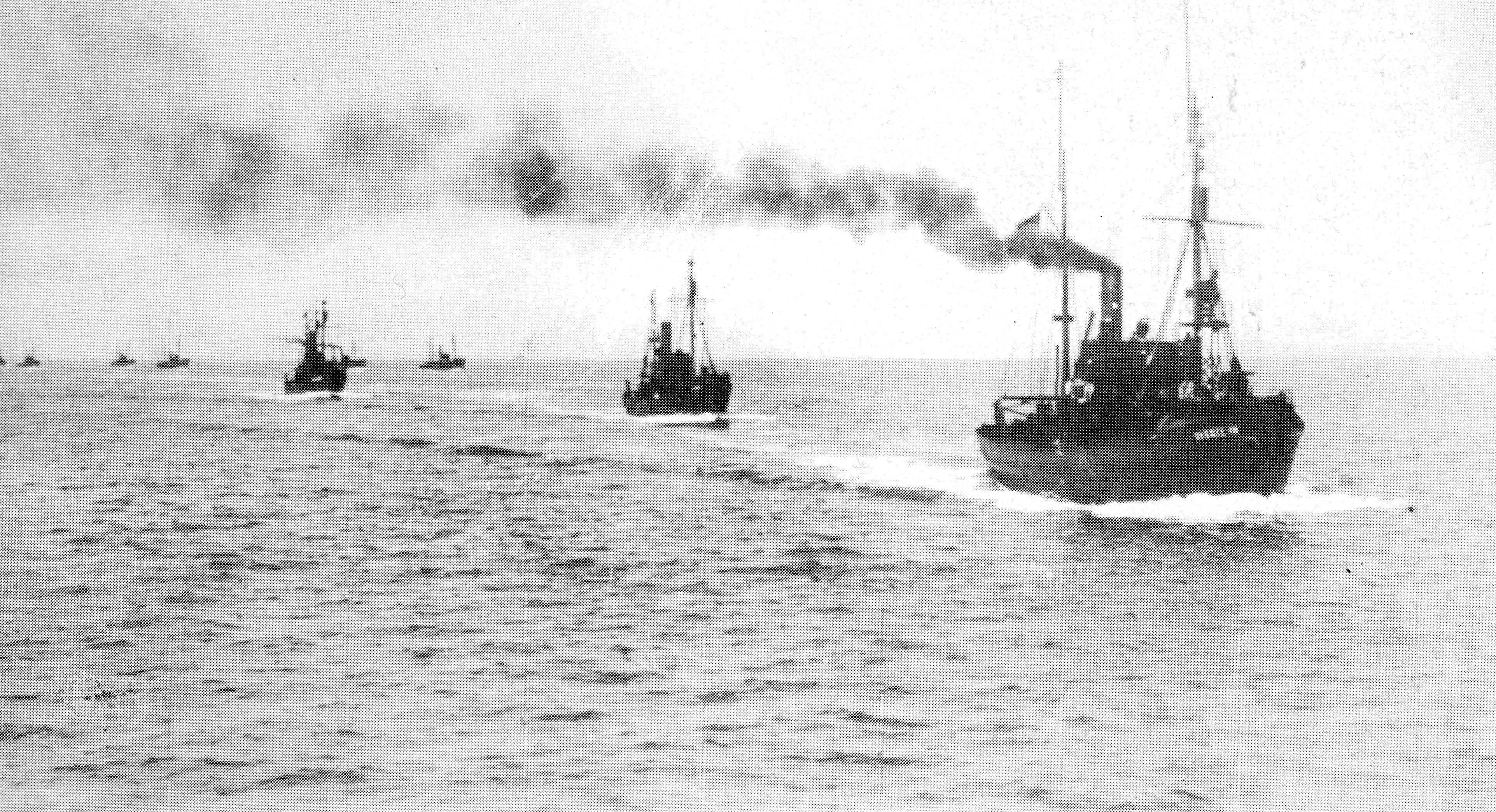
Deutsche Vorpostenboote in See

Die Weddigen gehörte zu einer von der Kaiserlichen Marine eigens für den Vorpostendienst konstruierten Serie von Fischdampfern. Im Mai 1917 wurde sie der Vorpostenflottille Ems zugeteilt und diente in der 2. Halb-Flottille.
Am 3. Februar 1918 war die Weddigen Führerboot der Geleitgruppe der 2. Halbflottille der Vorpostenflottille der Ems. Kommandant und gleichzeitig Führer der Geleitgruppe war Leutnant zur See der Seewehr II Johann Steiger. Die Aufgabe bestand in der Schleusung der U-Boote UB 65 und U 104 durch den sogenannten Weg Blau durch die deutschen Minensperren bei Hornsriff. Dabei geriet die Geleitgruppe noch am selben Tag vor Helgoland in ein Minenfeld. Innerhalb von zwei Tagen sanken bei dem Schleusungsunternehmen durch Minenberührung sieben Boote; die Weddigen am 3. Februar um 18.30 Uhr auf Position 55° 21′ N, 7° 30′ O; bei den 28 Gefallenen handelte es sich offenbar um die gesamte Besatzung. Insgesamt waren betroffen:
1) Die Vorpostenflottille der Ems (109 Gefallene):
- Weddigen
- Rheinfels
- Anneliese
- Brockeswalde

2) Hilfsminensuch-Halbflottille der Nordsee (31 Gefallene):
- Kleiss
- Seestern
- Flensburg

Die Gründe für das Unglück wurden in der amtlichen Seekriegsgeschichte 1965 folgendermaßen geschildert:

„Starke und unsichere Stromversetzung bei unsichtigem Wetter, Schwierigkeiten der Navigation langsam fahrender Geleitboote sowie der Drang, die U-Boote auch bei unsichtigem Wetter ihrem Kampfgebiet zuzuführen, war die treibende Kraft gewesen, gewisse, im Frieden geforderte navigatorische Sicherheiten beiseite zu stellen und den Weg an den Feind unter vollem eigenen Einsatz zu bahnen. Die schlechten Erfahrungen mit der eigenen Sperre bei Hornsriff rückten das wichtige Problem, die feindliche Minenverblockung durch Schutzsperren in großzügiger Form zu verhindern, in den Hintergrund.“

## Schwesterschiffe
Geier, Hersing, Boelcke, Immelmann, Georg Rhode, Graf Zeppelin. 